# HMS Hector (1862)
Panserskibet HMS Hector og søsterskibet Valiant var større og hurtigere udgaver af den foregående Defence-klasse. Selv om de således var kraftigere skibe, var de stadig en slags anden-klasses panserskibe og dermed beregnet til nærforsvar af de britiske øer. Som de første britiske panserskibe havde de pansring langs hele skroget – efter fransk model. Navnet Hector henviser til prinsen af Troja fra den græske mytologi. Skibet var det niende af ti i Royal Navy med dette navn.

## Tjeneste
Efter færdiggørelsen i 1864 gjorde Hector tjeneste i Kanalflåden til 1867, og fik derefter nye kanoner i 1867-68. Fra 1868 til 1886 lå skibet i reserve i Sydengland. Hector var herefter blot til rådighed, og udrustningen blev efterhånden fjernet. I år 1900 blev det en stationær del af torpedoskolen Vernon i Portsmouth. Blev solgt og ophugget i 1905. Den korte aktive tjeneste skyldes blandt andet, at skibet med sit korte, brede skrog og lave tyngdepunkt var en dårlig sejler, hvilket stadig var betydningsfuldt på den tid.